# Delta (geslacht)
Delta is een geslacht van vliesvleugelige insecten van de familie plooivleugelwespen (Vespidae).

## Soorten
- D. unguiculatum (Villers, 1789)